# Pseudoscorpionida
Gli pseudoscorpioni (Pseudoscorpionida HAECKEL, 1866), detti anche 'falsi scorpioni', costituiscono un ordine di aracnidi (subphylum Chelicerata), con 3 300 specie e 23 famiglie. Gli pseudo scorpioni svolgono in genere un'azione benefica nei confronti degli esseri umani, in quanto predatori naturali di larve di tarma, larve di dermestidi, psocoptera, formiche, acari e moscerini. Sono piccoli e inoffensivi, raramente avvistabili a causa delle loro piccole dimensioni, nonostante siano comuni in molti ambienti. Gli pseudo scorpioni spesso praticano foresi, una forma di cooperazione nella quale un organismo si serve di un altro allo scopo di spostarsi.

## Caratteristiche
Gli pseudoscorpioni appartengono alla classe degli aracnidi e sono caratterizzati dalle dimensioni ridotte. Sono piccoli aracnidi con un corpo a forma di pera, hanno cheliceri con ghiandole sericigene per tessere piccole tele, grandi pedipalpi foggiati a chele e notevole somiglianza con gli scorpioni. Differiscono dagli scorpioni per l'opistosoma, non suddiviso in mesosoma e metasoma, e per l'assenza del telson aculeo (che negli scorpioni porta la ghiandola del veleno) e per questo sono anche detti "falsi scorpioni". Misurano in genere dai 2 mm agli 8 mm. La più grande specie conosciuta è il Garypus titanius dell'Isola di Ascensione, i cui esemplari arrivano a 12 mm. Le dimensioni degli pseudoscorpioni sono in genere inferiori, con una media di 3 mm.
L'addome, noto come opistosoma è suddiviso in dodici segmenti, ognuno protetto da placche (dette tergiti sul dorso e sterniti sull'addome), composti da chitina. L'addome è corto e arrotondato posteriormente, invece che terminante in una coda segmentata e dotata di pungiglione, come invece accade negli scorpioni. La somiglianza è appunto all'origine del nome "pseudoscorpioni". Il colore del corpo può variare da giallo a marrone scuro; la coppia di chele assume spesso una diversa sfumatura. Possono avere uno o due paia di occhi, oppure esserne sprovvisti.
Gli pseudoscorpioni hanno otto zampe, ognuna delle quali conta dai cinque agli otto segmenti; il numero di segmenti è caratteristico, ed è usato per distinguere tra loro le varie famiglie e generi. Hanno due lunghi pedipalpi con cheliceri. I pedipalpi consistono in genere in una componente fissa e una mobile, controllata da muscoli abduttori. Una ghiandola velenifera, con corrispondente dotto è generalmente posta nella componente mobile. Il veleno è utilizzato per catturare e immobilizzare le prede dello pseudoscorpione. Durante la digestione gli pseudo scorpioni versano un fluido dalle moderate proprietà corrosive sulla preda, quindi ne ingeriscono i resti liquefatti.
Gli pseudo scorpioni secernono tela da una ghiandola posta sulla mandibola, con la quale creano bozzoli a forma di disco per il corteggiamento, la muta o nei quali trascorrere la stagione fredda. Non possiedono però polmoni a libro come i veri scorpioni e i Tetrapulmonata. Respirano invece esclusivamente attraverso orifizi respiratori.

## Comportamento
Alcune specie hanno un'elaborata danza di corteggiamento, durante il quale il maschio conduce la femmina sopra uno spermatoforo precedentemente depositato su una superficie. In altre specie i maschi spingono lo sperma nei genitali femminili con le zampe anteriori. La femmina trasporta le uova fecondate in sacche attaccate all'addome; i piccoli rimangono sul dorso della madre per un breve periodo dopo la schiusa. Ogni covata dà alla luce dai 20 ai 40 piccoli. Il ciclo riproduttivo può verificarsi più di una volta all'anno. I giovani esemplari passano attraverso tre mute, nel corso di vari anni, prima di raggiungere la forma adulta. Molte specie effettuano la muta in una piccola cupola serica, che li protegge dai nemici durante questo periodo di vulnerabilità. Una volta adulti gli pseudoscorpioni vivono dai due ai tre anni. Sono attivi nei periodi caldi dell'anno, mentre svernano in bozzoli di seta quando il clima si fa rigido. Le specie più piccole vivono tra i detriti e nell'humus. Alcune specie sono arboricole, altre si nutrono di parassiti (phagophilia) in un esempio di simbiosi a scopo igienico con altre specie. Certe specie possono essere trovate a nutrirsi di tarme sotto le elitre di alcuni coleotteri.

## Distribuzione
Ci sono più di 3 300 specie conosciute di pseudoscorpione, suddivisi in più di 340 ordini. Molti altri continuano regolarmente a essere scoperti. Sono diffusi in tutto il mondo, anche in regioni dal clima rigido come il nord dell'Ontario. La maggior densità e biodiversità si ha nelle regioni tropicali e subtropicali, dove sono diffusi anche a livello insulare, come nelle Isole Canarie, che contano 25 specie endemiche. Ci sono anche due specie endemiche nelle isole di Malta. Le varie specie sono state ritrovate per esempio sotto la corteccia degli alberi, tra foglie secche e aghi di pino, sul terreno, in cavità e in tronchi, sotto le pietre, dentro alle caverne, sulla battigia, in fratture rocciose.
Il Chelifer cancroides è la specie più comunemente ritrovata nelle case, dove la si può generalmente osservare in ambienti che conservano libri polverosi. Qui i piccoli animali (2,5 - 4,5 mm) possono trovare il loro nutrimento, come i pesciolini d'argento o gli acari della polvere. Entrano nelle case facendosi trasportare da altri insetti, necessariamente più grandi dello pseudoscorpione, oppure insieme con la legna da ardere.

## Evoluzione
Il più antico fossile di pseudoscorpione conosciuto risale a 380 milioni di anni fa, al periodo Devoniano. Possiede già tutti i tratti attuali degli pseudo scorpioni, a indicare che l'ordine ha avuto un'evoluzione precoce nella storia degli animali terrestri. Come molti altri ordini di aracnidi anche gli peseudoscorpioni sono cambiati molto poco dalla loro comparsa, mantenendo quasi tutti gli aspetti della loro conformazione originaria.

## Fonti storiche
Gli pseudo scorpioni furono descritti da Aristotele, che probabilmente li trovò tra i rotoli di una biblioteca, dove si stavano nutrendo di pesciolini d'argento. Robert Hooke parla di 'granchi di terra' nel suo testo del 1665, Micrographia. Un'altra fonte risale al decennio del 1780 quando George Adams senior scrive di un 'insetto-aragosta' osservato da alcuni operai che stavano bevendo le loro porter, e prelevato via da un intelligente gentiluomo che lo portò alla sua abitazione.